# Terrore senza volto
Terrore senza volto (Intruder) è un film horror del 1989 diretto da Scott Spiegel e  prodotto da Lawrence Bender. Esordio alla regia dello sceneggiatore de La casa 2 e primo film del futuro partner produttivo di Quentin Tarantino, è uno slasher a basso costo ambientato in un supermercato di Los Angeles e realizzato, tra cast e troupe, da gran parte dell’entourage di Sam Raimi, che nel film interpreta un ruolo secondario come attore. In Italia, come quasi dappertutto, è uscito direttamente in videocassetta.

## Trama
Un supermercato chiude e gli operai iniziano a rifornire gli scaffali per il giorno successivo. Jennifer e Craig (l'ex fidanzato) litigano. Preoccupata per la sua amica, Linda preme il pulsante di panico. Comparirà il comproprietario Bill e ne seguirà uno scontro. Craig fugge nel negozio, e la troupe della notte inizia a rintracciarlo mentre Jennifer chiama la polizia. Quando viene trovato, Craig viene espulso dall'edificio e scompare nella notte...

## Produzione
Il film è parzialmente basato sulle esperienze giovanili di Scott Spiegel, quando lavorava in un vero supermercato di Detroit. È anche una sorta di remake di un precedente cortometraggio in Super-8 del regista intitolato Night Crew, che aveva la stessa ambientazione ma presentava il serial killer in modo diverso, più simile a quello di Halloween - La notte delle streghe, rispetto a come sarà immaginato in seguito per il film.
Intruder (Terrore senza volto), è stato girato in un grande negozio di alimentari vuoto affittato per le riprese. Gli scaffali erano totalmente spogli, e per riempirli la produzione ha ingaggiato una società specializzata in merci danneggiate che ha consegnato due tonnellate di prodotti difettosi o scaduti.

## Distribuzione
- Il film era originariamente intitolato “The Night Crew” ma i distributori ritenevano che sarebbe stato più commercializzabile se gli fosse dato un titolo più generico da film slasher; quindi è stato distribuito come Intruder.
- La copertina della videocassetta VHS Paramount (insieme alle successive riedizioni home video), e i trailer del film, rivelano l'identità dell'assassino, rovinando così la tensione drammatica della pellicola.
- Sam Raimi, Ted Raimi e Bruce Campbell sono stati fortemente pubblicizzati dalla Paramount come attori principali del film, con i loro nomi in primo piano nelle fascette di videocassette e DVD. In realtà Sam Raimi interpreta un personaggio secondario, suo fratello Ted ha un ruolo anche più piccolo, e Bruce Campbell appare solo in un breve cameo nella scena finale. La copertina posteriore dell'edizione DVD fa apparire Renée Estevez come eroina della vicenda, mentre nel film è la prima a morire.
- Il film si rivelò un piccolo successo per il mercato home video ottenendo anche varie edizioni nell’arco degli anni. La VHS originale distribuita dalla Paramount nel 1989, conteneva la versione R-rated di cinque minuti più corta, dove la maggior parte degli effetti gore della KNB erano stati rimossi. Il DVD statunitense del 2005, edito dalla Wizard Entertainment, presenta invece la versione estesa del regista. Il 13 dicembre 2011 Synapse Films ha rilasciato la versione non censurata di Intruder anche in Blu-ray.
- Il film di Spiegel, dai primi anni 90’ in poi, è stato distribuito più volte anche sul mercato home video italiano in VHS, da svariate case di distribuzione che si sono succedute nel tempo (Number One Video, Videogram Video, Phantom Video, Full Moon Features e Univideo) e che, a seconda delle edizioni o versioni, cambiavano il titolo della pellicola spacciandola furbescamente come una nuova uscita. I vari titoli presentati al pubblico in Italia sono stati: “Terrore senza volto”, “Intruder - L'intruso” e “Notte di sangue”. Nel 2006 la pellicola è stata distribuita in DVD da Raro Video e Terminal Video con il titolo originale "Intruder".